# ダフィド・ジェンキンス
ダフィド・ジェンキンス（Dafydd Jenkins、2002年12月5日 - ）は、プレミアシップエクセター・チーフスに所属するラグビー選手。

## プロフィール
- ウェールズ・ブリジェンド出身[1]。
- ポジションはロック(LO)。
- 身長 201cm、体重 117kg
- U20ウェールズ代表に選ばれたことがある[2]。
- ウェールズ代表キャップは12（2024年2月現在）でラグビーワールドカップ2023のウェールズ代表に選ばれた[3]。

## 略歴
2020年、エクセター・チーフスに加入。